# 1586
1586 (MDLXXXVI) fue un año común comenzado en miércoles del calendario gregoriano y un año común comenzado en sábado del calendario juliano.

## Acontecimientos

### Enero
- 18 de enero: en Japón se registra un terremoto de 7,9 que provoca un tsunami y deja 8.000 muertos y más de 10.000 hogares dañados.

### Febrero
- 8 de febrero: en Madrid (España) se funda el Hospital General.
- 9 de febrero: en la actual Colombia, el corsario Francis Drake asalta la ciudad de Cartagena de Indias.

### Marzo
- 3 de marzo: en Werl Condado de Westfalia, comienza la batalla de Werl.

### Mayo
- 27 de mayo: es fundada la Sacra Congregación para consultas sobre religiosos por el papa Sixto V.

### Junio
- 16 de junio: María Estuardo, reina de Escocia reconoce a Felipe II de España como su heredero.

### Julio
- 6 de julio: Firma del Tratado de Berwick entre Isabel I de Inglaterra y Jacobo IV de Escocia.
- 9 de julio: Un terremoto de 8,1 sacude las ciudades peruanas de Lima y Callao provocando un tsunami de 5 metros.

### Agosto
- 8 de agosto: en Moers, las tropas españolas capturan la ciudad durante la Guerra de Colonia.

### Septiembre
- 10 de septiembre: en Roma se coloca en el centro de la plaza de San Pedro un obelisco originario de Egipto.[1]

### Diciembre
- 17 de diciembre: en la provincia de Santa Cruz, el corsario Thomas Cavendish entró al estuario del río Deseado con sus barcos Desire, Hugh Gallant y Content.
- 23 de diciembre: en la localidad de Antigua Guatemala (Guatemala), un terremoto deja un saldo de «muchos» muertos.

## Arte y literatura
- Christopher Marlowe y Thomas Nashe (del teatro isabelino): Dido, Reina de Cartago.
- El Greco: El entierro del conde de Orgaz.

## Nacimientos
- 20 de abril: Rosa de Lima, mística y santa peruana (f. 1617).
- 17 de agosto: Johannes Valentinus Andreae, teólogo alemán (f. 1654).

## Fallecimientos
- 21 de junio: Martín de Azpilicueta, intelectual español (n. 1492).
- 20 de septiembre: Anthony Babington, conspirador inglés (n. 1561).
- 9 de octubre: Joan Coloma i Cardona, aristócrata, militar y escritor español.
- 17 de octubre: Philip Sidney, poeta y soldado británico (n. 1554).